# Sonate K. 58
Pour les articles homonymes, voir K58.
La sonate K. 58 (L.158) en ut mineur est une fugue pour clavier du compositeur italien Domenico Scarlatti.

## Présentation
La sonate K. 58 en ut mineur est une fugue à quatre voix, comme les sonates K. 41 et 93. Toutes sont peu rigoureuses au regard du contrepoint. Ces trois sonates de jeunesse sont manifestement conçues pour orgue et sans doute antérieures à la célèbre fugue K. 30 (la cinquième et dernière étant la K. 417). Elles sont conformes à la tradition italienne de l'époque du compositeur, où « la fugue pour clavier était une manière et non un principe structurel ». Les fugues de Scarlatti sont « dominées par l'harmonie verticale de la basso continuo, sur quoi est appliquée une décoration de surface en style fugué ». Au-dessus des harmonies est disposé un « enchevêtrement de notes de passage, de retards, de syncopes […] donnant une impression de richesse ». Pour lui la forme est « démodée et archaïque ».
Le sujet et son contre-sujet offrent un joli contraste entre le chromatisme descendant de l'un et la montée diatonique de l'autre.

## Manuscrits
Le manuscrit principal est le numéro 16 du volume XIV (Ms. 9770) de Venise (1742), copié pour Maria Barbara. Deux copies figurent dans deux sources italiennes : Rome, Ms. Mus. 904 (I-Rrostirolla) et Bologne, ms. FF 232 (I-Bc).

## Interprètes
Au piano, la sonate K. 58 est défendue par Fabio Grasso (2005, Accord), Dejan Lazić (2008, Channel Classics), Gottlieb Wallisch (2007, Naxos, vol. 7), Alan Feinberg (2015, Steinway & Sons), Angela Hewitt (2017) et Julius Asal (2023, DG). Au clavecin les interprètes sont Scott Ross (1985, Erato), Ottavio Dantone (2000, Stradivarius, vol. 4), Francesco Cera (2001, Tactus, vol. 2), Pierre Hantaï (1992 et 2002, Mirare) et Richard Lester (Nimbus, vol. 6), Pieter-Jan Belder (2001, Brilliant Classics, vol. 2), Marcin Świątkiewicz (2015, CPO) et Cristiano Gaudio (2020, L'Encelade). Stefano Innocenti (2014, La Bottega Discantica) et Vincent Boucher (Atma) l'ont enregistrée à l'orgue.

## Sources
: document utilisé comme source pour la rédaction de cet article.
- Ralph Kirkpatrick (trad. de l'anglais par Dennis Collins), Domenico Scarlatti, Paris, Lattès, coll. « Musique et Musiciens », 1982 (1re éd. 1953 (en)), 493 p. (OCLC 954954205, BNF 34689181).
- Alain de Chambure, « Domenico Scarlatti : Intégrale des sonates — Scott Ross », p. 178, Erato (2564-62092-2), 1985 (OCLC 891183737) .
- Guy Sacre, La musique pour piano : dictionnaire des compositeurs et des œuvres, vol. II (J-Z), Paris, Robert Laffont, coll. « Bouquins », 1998, 2430 p. (ISBN 978-2-221-08566-0).
- (en) W. Dean Sutcliffe, The Keyboard Sonatas of Domenico Scarlatti and Eighteenth-Century Musical Style, Cambridge / New York, Cambridge University Press, 2008, xi-400 (ISBN 978-0-521-07122-2, OCLC 1005658462).
- (es) Celestino Yáñez Navarro (thèse), Nuevas aportaciones para el estudio de las sonatas de Domenico Scarlatti. Los manuscritos del Archivo de Música de las Catedrales de Zaragoza, Université autonome de Barcelone, 2016 (lire en ligne)